# Người mẫu (nghệ thuật)

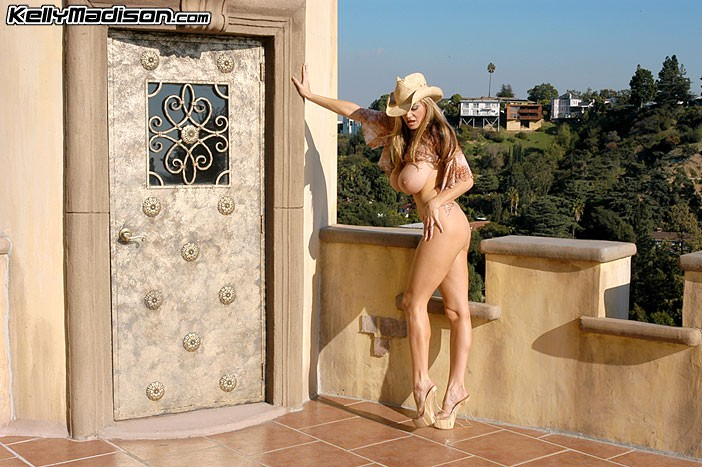
Người mẫu đang chụp ảnh khỏa thân

Một người mẫu nghệ thuật tạo dáng, thường là khỏa thân, cho các nghệ sĩ quan sát như một phần của quá trình sáng tạo, cung cấp sự tham khảo về cơ thể con người trong một tác phẩm nghệ thuật. Là một nghề nghiệp, người mẫu đòi hỏi công việc thể chất thường xuyên vất vả để giữ các tư thế trong khoảng thời gian cần thiết, công việc thẩm mỹ để thực hiện nhiều tư thế thú vị và công việc cảm xúc để duy trì một vai trò không rõ ràng về mặt xã hội. Mặc dù vai trò của người mẫu khỏa thân đã được xác định rõ ràng như một phần cần thiết của hoạt động nghệ thuật, nhưng ảnh khỏa thân nơi công cộng vẫn mang tính vi phạm và người mẫu có thể dễ bị kỳ thị hoặc bóc lột. Các nghệ sĩ cũng có thể nhờ gia đình và bạn bè tạo dáng cho họ, đặc biệt là đối với các tác phẩm có nhân vật mặc trang phục.
Phần lớn nhận thức của công chúng về người mẫu nghệ thuật và vai trò của họ trong việc sản xuất các tác phẩm nghệ thuật đều dựa trên thần thoại, sự kết hợp giữa người mẫu nghệ thuật với người mẫu thời trang hoặc biểu diễn khiêu dâm, cũng như hình ảnh đại diện của người mẫu nghệ thuật trên các phương tiện truyền thông đại chúng.  Một trong những trò lố lâu năm là ngoài việc cung cấp chủ đề cho một tác phẩm nghệ thuật, người mẫu có thể được coi là nàng thơ hoặc nguồn cảm hứng nếu không có họ thì nghệ thuật sẽ không tồn tại.  Một câu chuyện phổ biến khác là người mẫu nữ làm tình nhân của một nam nghệ sĩ, một số người trong số họ trở thành vợ. Không có nhận thức nào của công chúng bao gồm kinh nghiệm làm người mẫu của chính người mẫu chuyên nghiệp , hiệu suất của nó ít liên quan đến tình dục. 
Bắt đầu từ thời Phục hưng, việc vẽ hình người được coi là cách hiệu quả nhất để phát triển kỹ năng vẽ. Trong kỷ nguyên hiện đại, người ta đã khẳng định rằng tốt nhất nên vẽ từ cuộc sống, thay vì từ các khuôn thạch cao hoặc sao chép các hình ảnh hai chiều như ảnh chụp.  Ngoài ra, một nghệ sĩ có mối liên hệ về mặt cảm xúc hoặc sự đồng cảm với việc vẽ một con người khác mà không thể tồn tại với bất kỳ chủ đề nào khác. Cái được gọi là lớp học cuộc sống đã trở thành một phần thiết yếu của chương trình giảng dạy tại các trường cao đẳng nghệ thuật . Trong môi trường lớp học , nơi mục đích là học cách vẽ hoặc vẽ hình người với đủ hình dạng, độ tuổi và sắc tộc khác nhau, bất kỳ ai có thể giữ tư thế đều có thể là người mẫu.